# Dom nr 125 w Miszkowicach
Dom nr 125 w Miszkowicach – zabytkowy dom z 1887 r. znajdujący się w powiecie kamiennogórskim, w Miszkowicach.